# St. Bartholomäus (Mützenich)

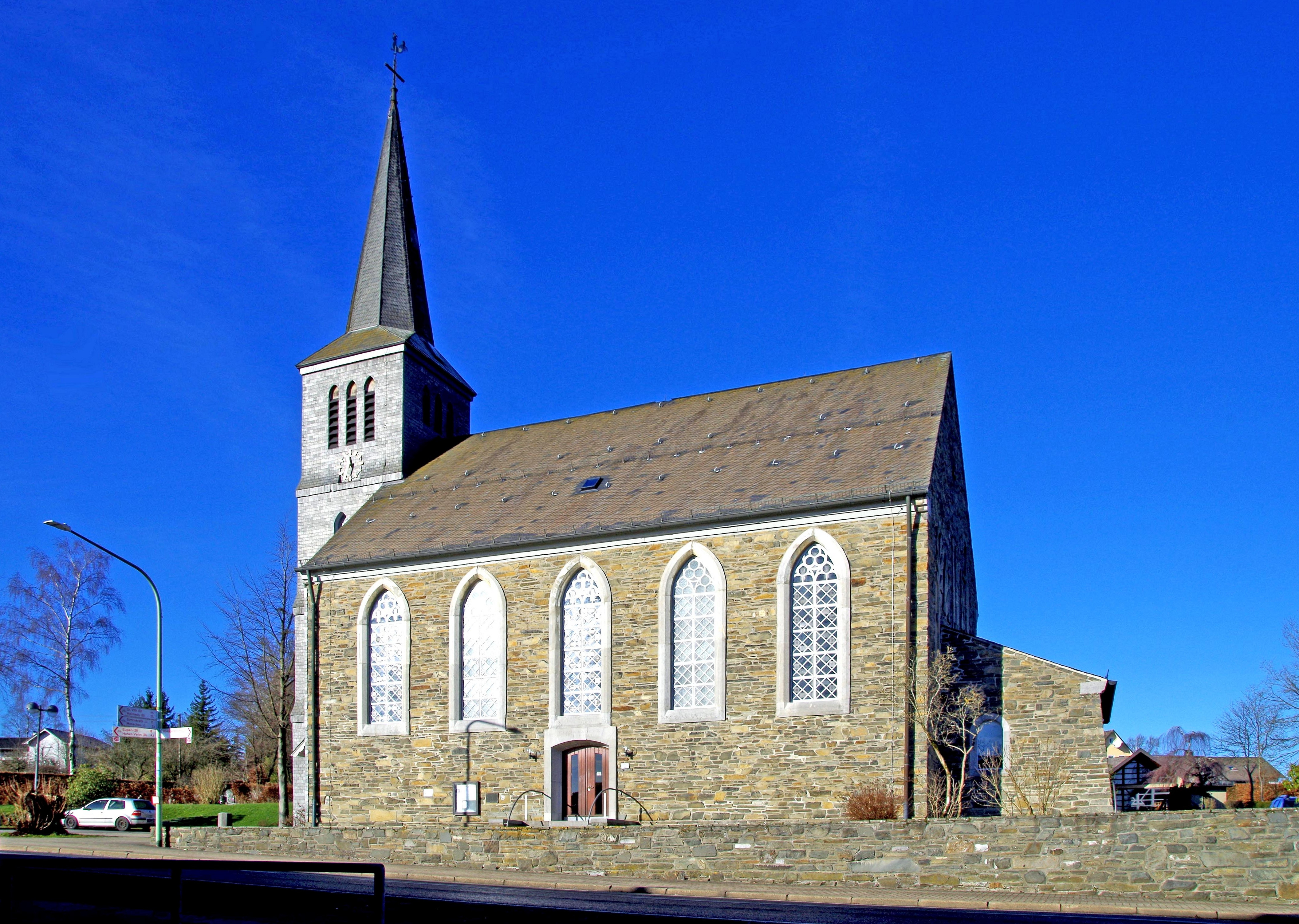
Südansicht

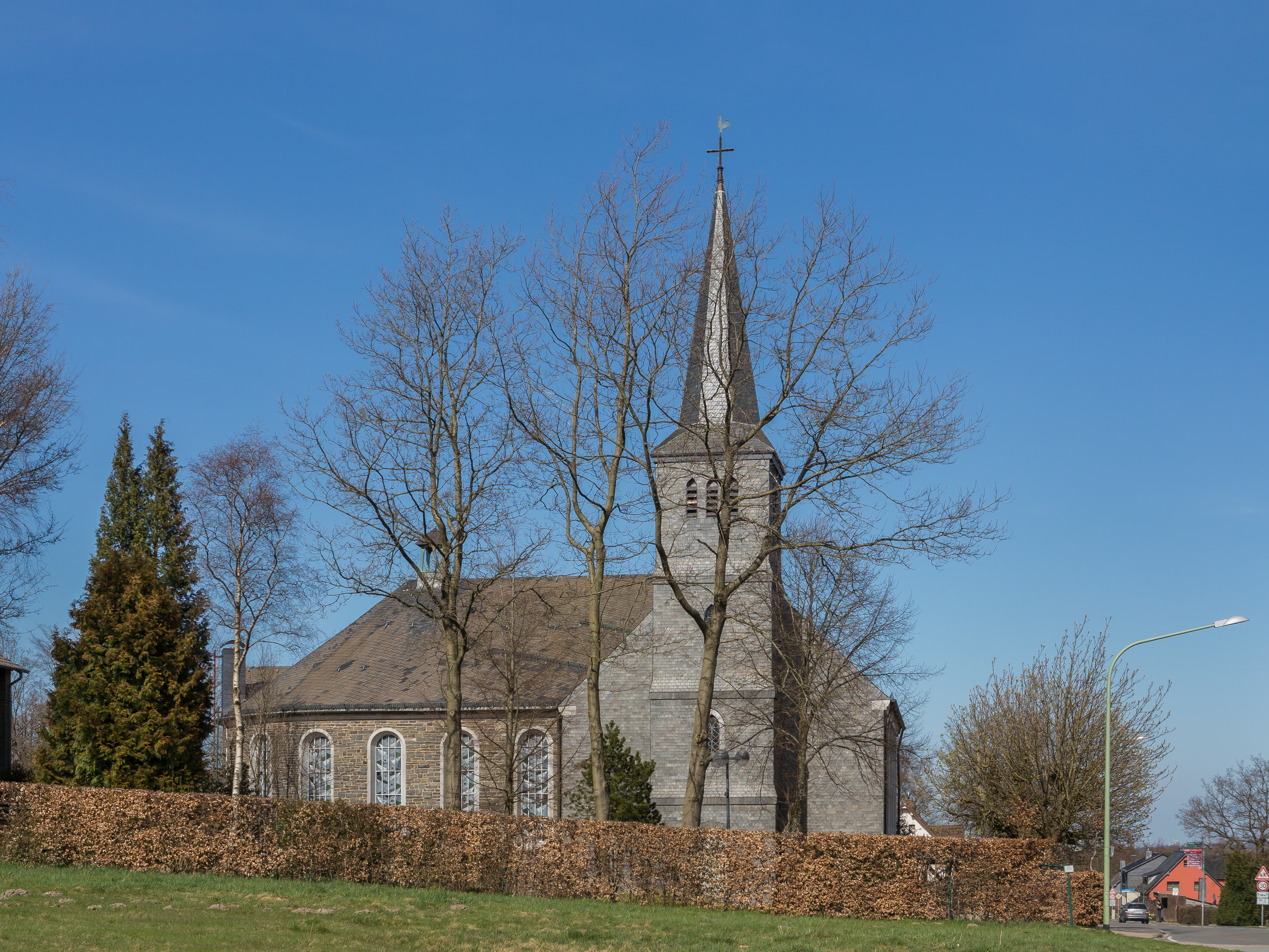
Links Erweiterungsbau, rechts Alter Kirchenteil

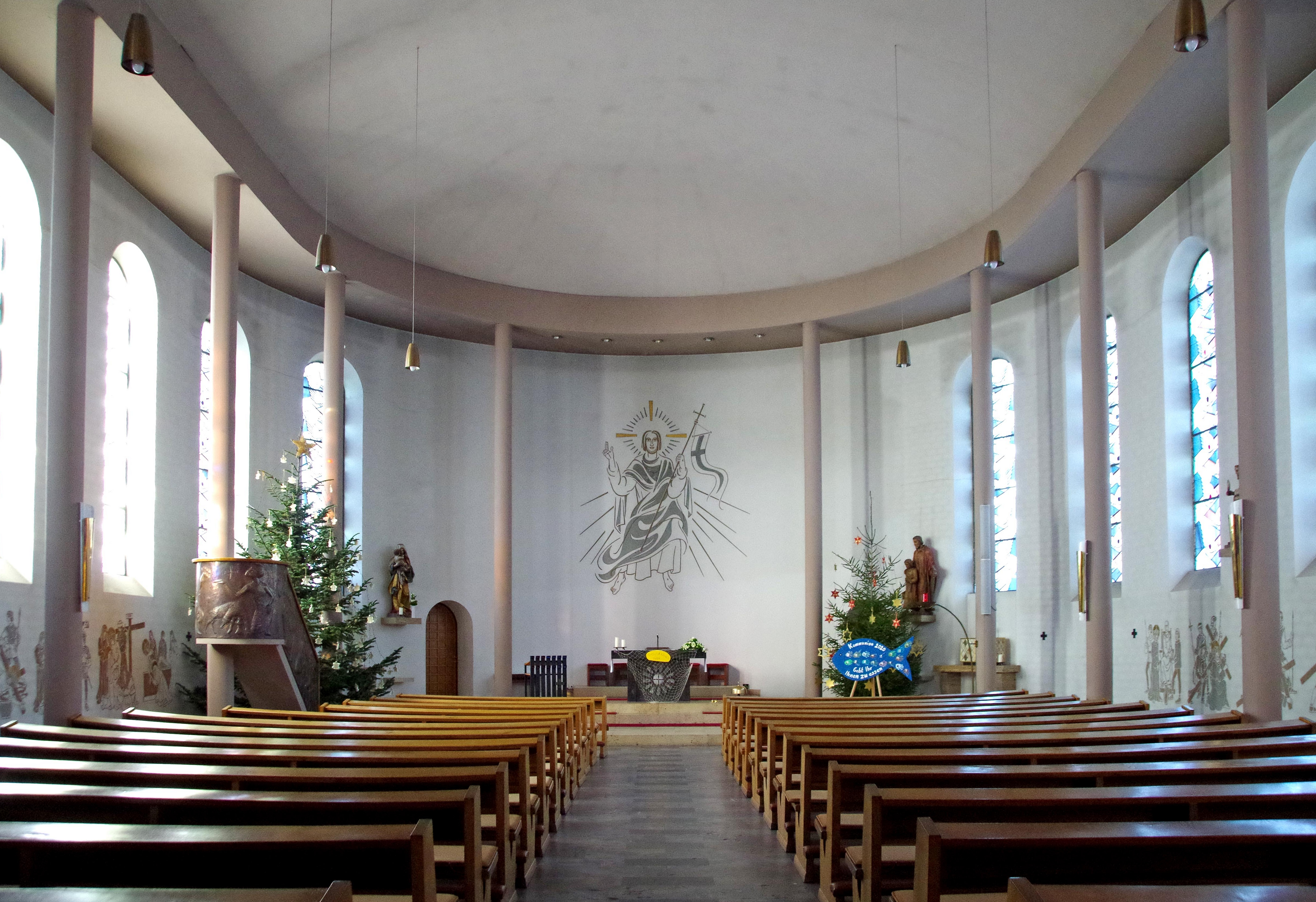
St. Bartholomäus (Mützenich), Innenraum mit Blick zum Altar

St. Bartholomäus ist die römisch-katholische Pfarrkirche des Monschauer Stadtteils Mützenich in der Städteregion Aachen in Nordrhein-Westfalen.

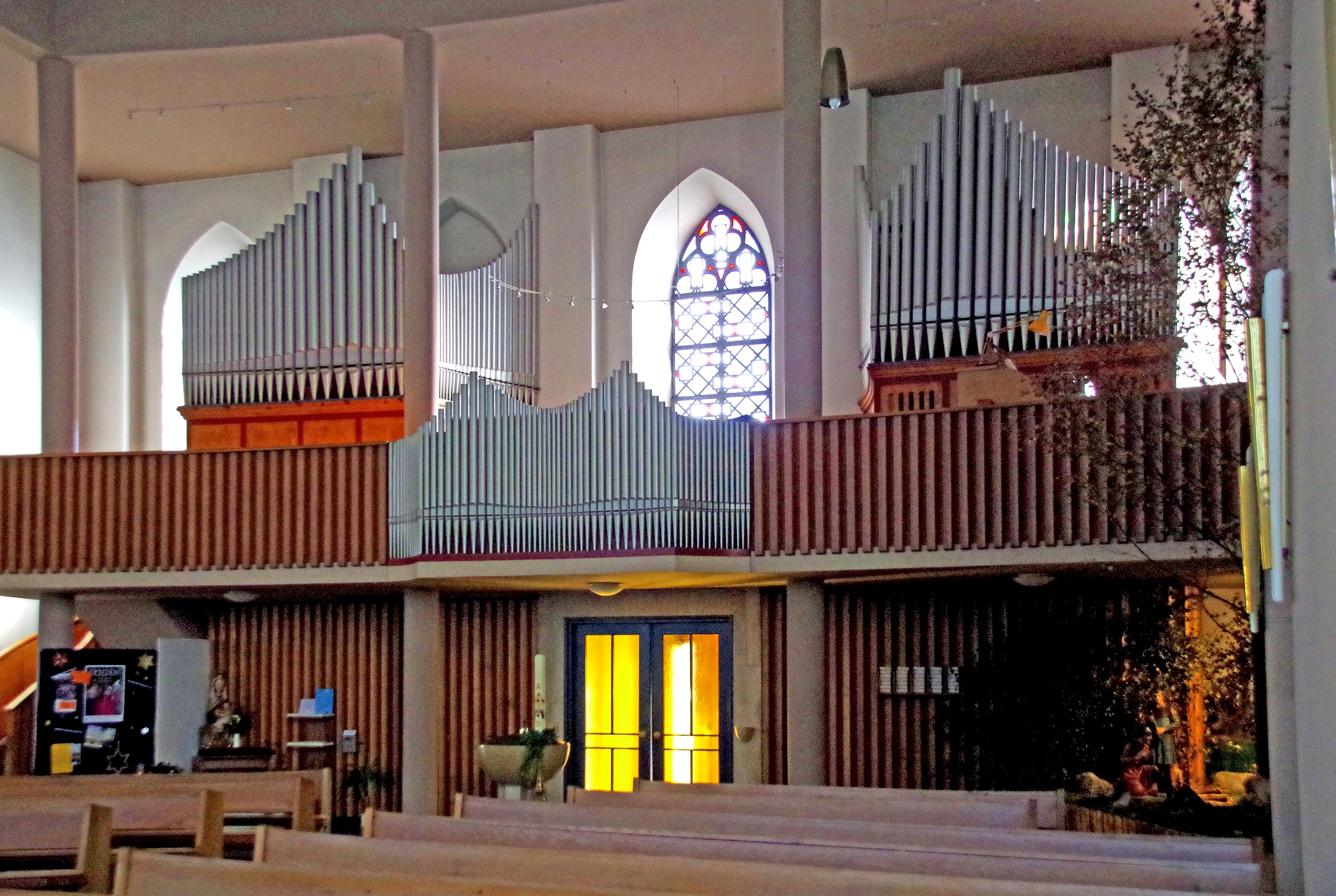
St. Bartholomäus (Mützenich), Blick zur Orgelempore

Die Kirche steht unter dem Patrozinium des Apostels Bartholomäus und ist unter der Nummer 47 in die Liste der Baudenkmäler in Monschau-Mützenich eingetragen.

## Lage
Das Kirchengebäude befindet sich in der Ortsmitte von Mützenich an der Eupener Straße (L 214). Der Friedhof ist direkt neben der Kirche.

## Allgemeines
Mützenich gehörte seit jeher zur Pfarre Konzen und verfügte bis in das 19. Jahrhundert nie über ein eigenes Gotteshaus. Lediglich die in Eigenregie erbaute Josefskapelle diente den Bewohnern als Gebetsstätte und für Rosenkranzandachten. Im Jahr 1840 richteten die Bewohner von Mützenich ein Gesuch an den Erzbischof von Köln, eine eigene Kapelle erbauen zu dürfen und einen eigenen Geistlichen zu unterhalten. Grund für das Ansinnen war der weite und beschwerliche Weg zur Pfarrkirche nach Konzen. Im Jahr 1843 genehmigte der Erzbischof das Gesuch und eine eigene Kapelle konnte erbaut werden. Am 18. Oktober 1856 wurde Mützenich endgültig von der Mutterpfarre Konzen abgetrennt und zur eigenständigen Pfarrei erhoben. Seit 1930 gehört Mützenich zum Bistum Aachen, zuvor zählte es zum Erzbistum Köln.

## Baugeschichte
Der alte Teil der heutigen Pfarrkirche wurde zwischen 1847 und 1848 im Baustil der Neugotik erbaut. Die Weihe erfolgte am 24. August 1850. Durch Bevölkerungsanstieg wurde die Pfarrkirche in den 1950er Jahren zu klein und man beschloss die alte Kirche zu erweitern. Dazu fertigten die Architekten Herbert Pantke und Otto Hotzen aus Bremen die Pläne an. So wurde zwischen 1954 und 1955 an der Nordseite der dreischiffige Erweiterungsbau errichtet und die Nordwand des alten Kirchenschiffs sowie der alte Chor und die Sakristei abgerissen. Die feierliche Konsekration fand am 31. März 1955 statt.

## Baubeschreibung
Der Altbau war ursprünglich eine dreischiffige Hallenkirche mit vorgebautem Glockenturm und fünfseitig geschlossenem Chor im Osten. Davon erhalten ist der Glockenturm sowie die Süd- und Westwand des Kirchenschiffes.
Seit dem Umbau in den 1950er Jahren beinhaltet der Altbau die Orgelempore und den neuen Haupteingang. Der neue Teil ist eine dreischiffige Bruchsteinhallenkirche im modernen Rundbogenstil. Der halbrunde Chorbereich ist nach Norden ausgerichtet.

## Ausstattung
In der Kirche befindet sich eine moderne Ausstattung. Erwähnenswert ist eine Figur des hl. Bartholomäus aus dem 14. Jahrhundert. Die Orgel ist ein Werk des Aachener Orgelbauers Karl Kamp. Sie besitzt eine elektrische Traktur und verfügt über 26 Register. Die Buntglasfenster sind Werke von Trude Dinnendahl-Benning aus dem Jahr 1961.

## Pfarrer
Folgende Pfarrer wirkten bislang an St. Bartholomäus als Seelsorger:
| von – bis | Name                            |
| --------- | ------------------------------- |
| 1856–1872 | Franz Biermanns                 |
| 1927–1935 | Josef Scheer                    |
| 1936–1947 | Hermann Josef Füting            |
| 1947–1977 | Heinrich Scheidt                |
| 1977–1988 | Pater Franz Stams               |
| 1988–1989 | Francis Chirayath               |
| 1989–2003 | Klaus Bamfaste                  |
| 2003–2009 | Karl Schnitzler                 |
| 2009–2014 | Karl-Heinz Stoffels             |
| 2014–2016 | Philipp Cuck (Administrator)    |
| 2016–2017 | Heiner Schmitz (Administrator)  |
| Seit 2022 | Hardy Hawinkels (Administrator) |